# Armavir (Armenia)
Armavir (en armenio: Արմավիր conocido como Sardarabad, Sardarapat o Sardar-Apad hasta 1932 y Hoktemberyan, Hoktemberian u Oktemberyan - armenio: Հոկտեմբերյան — durante la era soviética hasta 1992) es una ciudad y capital de la provincia de Armavir, situada al noroeste de Armenia.

## Historia

### Era Soviética
La invasión, por parte de la URSS comenzó el 29 de noviembre de 1920, por el XI armada del Ejército Rojo. Se toma Ereván el 2 de diciembre. Los soviéticos integran al país a la República Socialista Federativa Soviética Transcaucásica en 1922, luego la creación de la República Socialista Soviética de Armenia en 1936. Mientras tanto, el nombre de la ciudad cambia de Sardarapat a Hoktamberyam (u Oktamberyan) en 1935.

### Armenia independiente
En 1991, cuando Armenia se independizó, la ciudad volvió a adoptar su antiguo nombre, Armavir. No solo rememorando su tradicional nombre, el de la ciudad antigua, sino la proximidad de esta localizada a 1 km al oeste.